# Very Long Baseline Interferometry
La Interferometria de Molt Llarga Base (VLBI) o de Base Ampla, consisteix en l'observació d'un o diversos objectes celestes, amb un gran nombre de radiotelescopis, situats en diferents parts de la Terra (la majoria es troben a l'Hemisferi Nord, repartits entre Estats Units i Europa), treballant com si fossin un únic radiointerferòmetre, gràcies a un sistema d'enregistrament que permet després processar de forma conjunta les dades de totes les antenes participants.
La radiació d'ones produïdes per aquests cossos "fixos" a l'esfera celeste és captada per aquests centres amb intervals de temps de l'ordre de nanosegons. Per mitjà d'un formalisme matemàtic basat en la transformada de Fourier, és possible tant obtenir imatges de molt alta resolució d'aquests objectes celestes, o si els objectes són molt llunyans i poden considerar-se fixos en l'esfera celeste, saber amb precisió la posició exacta sobre la Terra d'aquests centres astronòmics, que són considerats com punts de control. En aquest últim cas es parla de VLBIg, o VLBI per a geodèsia, i les fonts utilitzades són quàsars, per la seva extraordinària distància i lluentor.
Aquests punts de control, d'on es prenen com referència les mesures, van començar com a part del projecte Europe, que pretenia amidar amb exactitud quan augmentava l'oceà Atlàntic mitjançant estacions situades als Estats Units i Europa, assolint precisions mil·limètriques en les distàncies amidades.
La Interferometría de Molt Llarga Base és la base teòrica d'on es donen suport els ICRF (International Celestial Reference Frame), per a crear un marc de referència conegut de suport per a les ITRF (International Terrestrial Reference Frame), que al seu torn creen les bases per a la geodèsia, que al seu torn són usats en la cartografia.